# Victoria Sekitoleko
Victoria Sekitoleko là cựu Bộ trưởng Bộ Nông nghiệp trong chính phủ Uganda, bà nắm giữ vị trí này từ 1986 đến 1995. Bà là đại diện của Tổ chức Nông lương Liên Hợp Quốc (FAO) tại Trung Quốc, Mông Cổ và Hàn Quốc (tháng 10 năm 2006 - tháng 4 năm 2011) Bà từng là đại diện của FAO tại Ethiopia cho Liên minh châu Phi (AU), và Cộng đồng Kinh tế Châu Phi (ECA) (2005–2006). Bà là đại diện khu vực của FAO tại Đông và Nam Phi, đặt tại Harare, Zimbabwe (1995–2004). Gần đây bà đã được bổ nhiệm vào Hội đồng Biyinzika Poultry International Limited (BPIL) vào tháng 6 năm 2017.
Sekitoleko được đào tạo tại Đại học Makerere ở Kampala, nơi bà có được bằng Cử nhân ngành Nông nghiệp chuyên ngành Quản lý và Gia hạn Nông trại (1970–1973). Năm 1983, cô tham dự Viện Quản lý Đông và Nam Phi (ESAMI), nơi cô nhận được Chứng chỉ về Quản lý, Thẩm định và Quản lý Dự án Nông nghiệp. Năm 2003, bà theo học tại Học viện Tư vấn Hệ thống Zimbabwe, lấy Chứng chỉ Tư vấn Hệ thống. Năm 2004, bà tham dự Đại học Limpopo RSA (kết hợp với Đại học Nam Hampshire Hoa Kỳ), nơi bà nhận được Chứng chỉ về Doanh nghiệp và Phát triển Vi mô.
Victoria Sekitoleko hiện là Chủ tịch hội đồng quản trị của Liên minh kinh doanh nông nghiệp Uganda.
Trong Quốc hội Uganda Sekitoleko là thành viên của Hội đồng kháng chiến quốc gia (NRC).